# Operación Acid Gambit
La operación Acid Gambit fue un plan para recuperar al estadounidense Kurt Muse, reportado como agente de la CIA por un periódico, de la Cárcel Modelo, una notoria prisión de la Ciudad de Panamá. Muse había sido arrestado en 1989 por establecer transmisiones de radio encubiertas contra Noriega en Panamá.
Consideraciones políticas retrasaron la redada, realizada por 23 operadores de la Fuerza Delta con el apoyo de los Night Stalkers (en español: «acechadores de la noche»), hasta que Estados Unidos invadió Panamá y arrestó a Noriega, en la Operación Causa Justa el 20 de diciembre de 1989. Los operadores de Delta fueron insertados en el techo de la prisión por helicópteros MH-6 Little Bird. Se encargó a un operador que bajara al costado del edificio, colgara fuera de la ventana de la celda de Muse y eliminara al guardia encargado de matar a Muse si se organizaba un rescate. Sin embargo, el guardia no estaba allí.
Después de abrir una brecha en la puerta de la azotea con cargas de ruptura, los operadores de Delta corrieron por los dos tramos de escaleras hacia la celda de Muse. Un operador de Delta eliminó al guardia responsable de eliminar a Muse en caso de un rescate. La puerta de la celda de Muse fue volada y los operadores de Delta le dieron a Muse un chaleco, un casco y gafas y lo trasladaron al techo, donde serían exfiltrados por MH-6 Little Birds para volver a la base estadounidense.
Su "Carga preciada" (Muse) ahora estaba segura y un operador de Delta llamó para la extracción. Durante la extracción de la prisión, el helicóptero Hughes MH-6 que transportaba a Muse se estrelló. Los operadores de la Fuerza Delta Pat Savidge, Lee Goodell, James Sudderth y Kelly Venden resultaron heridos en el accidente, mientras Muse, con los operadores de la Fuerza Delta Mickey Cantley, John English y los dos pilotos salieron ilesos. Todos a bordo del helicóptero se refugiaron rápidamente en un edificio cercano. Los operadores de Delta lograron hacer señales a una de las naves artilladas que volaban sobre el área con una luz estroboscópica infrarroja y, poco después, un transporte blindado de personal de la 5.ª División de Infantería extrajo a Muse y al resto del equipo.